# ترکش افشانی

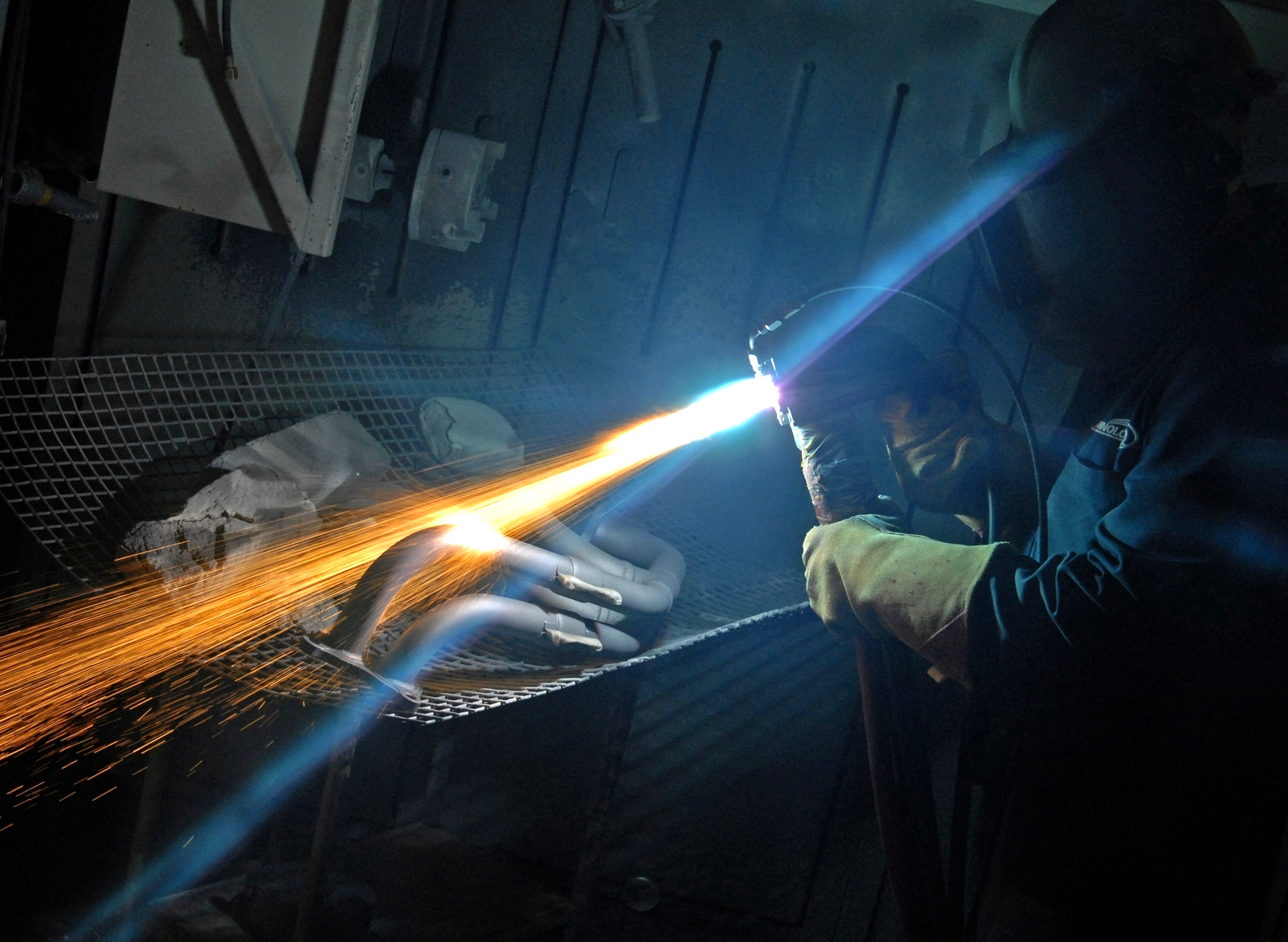
پلاسما اسپری: یک روش پاشش حرارتی بسیار مشابه ترکش افشانی

ترکش افشانی (به زبان انگلیسی: detonation spraying) یکی از انواع تکنیک‌های پاشش حرارتی است که برای ایجاد یک لایه پوشش محافظتی در سرعت‌های فراصوت بر روی ماده پیاده می‌شود تا خواص سطحی آن را تغییر دهد. این فرایند در اصل برای افزایش دوام یک قطعه است. اولین بار در سال ۱۹۵۵ توسط H.B. Sargent, R.M. Poorman و H. Lamprey اختراع شده و با کمک تفنگ انفجاری مخصوصی به نام دی-گان (D-Gun) به قطعه اعمال می‌شود. به منظور دستیابی به یک پوشش بسیار چسبان و محکم ترکش افشانیده شده، قطعه ای که تحت عملیات قرار می‌گیرد باید به روش صحیح آماده شده و تمام روغن‌های سطحی، چربی‌ها و زواید پاک سازی شود. این فرایند شامل بالاترین سرعت (حدود 3500 m/s موج ضربه ای که مواد روکش دهنده را پیش می‌راند) و دما (≈۴۰۰۰ درجه سانتیگراد) مربوط به مواد پوشش دهنده درمقایسه با سایر روش‌های پاشش حرارتی می‌باشد. این به این معنا است که پاشش انفجاری می‌تواند تخلخل‌های کمی (زیر ۱٪) و اکسیژن کم (بین ۰٫۱–۰٫۵) ایجاد کند که باعث محافظت از پوشش‌های محافظتی در برابر خوردگی، سایش و چسبندگی تحت بار کم می‌شود. این فرایند امکان استفاده از پوشش‌های سطحی بسیار سخت و متراکمی را فراهم می‌کند که به عنوان پوشش‌های مقاوم در برابر سایش بسیار مفید هستند. به همین دلیل، از پاشش انفجاری معمولاً برای پوششهای محافظ در موتورهای هواپیما، سنجه حلقوی و سنجه قطر داخلی، تیغه‌های برش (چاقو اسکایب یا چاقوی برش چرم)، دریل‌های لوله ای، پره‌های روتور و استاتور، نرده‌های محافظ یا هر ماده فلزی دیگری که در معرض فرسایش زیاد و ترک خوردگی هستند، استفاده می‌شود. مواد اسپری شو یا در واقع پاشیده شده بر روی قطعات در روش ترکش افشانی، عمدتاً شامل پودر فلزات، آلیاژ فلزات و سرمت‌ها و اکسیدهای آن‌ها (آلومینیوم، مس، آهن و غیره) می‌باشد. ترکش افشانی یک فرایند صنعتی است که در صورت اجرای نادرست و در محیط نا امن، می‌تواند بسیار خطرناک باشد. به همین دلیل پیش‌بینی‌های احتیاطی فراوانی در این روش خاص پاشش حرارتی مورد نیاز است.

## تاریخچه
فرایند ترکش افشانی برای اولین بار در سال ۱۹۵۵ توسط H.B. Sargent, R.M. Poorman و H. Lampreyt توسعه داده شده و به اسم آن‌ها ثبت شد. در همان سال، برای اولین بار به عنوان فرایند دی-گان، توسط Union Carbide تجاری سازی شد. در دهه ۱۹۶۰ این فرایند توسط مؤسسه Paton در کییف اوکراین توسعه بیشتر یافت.

## دی-گان (تفنگ انفجاری)

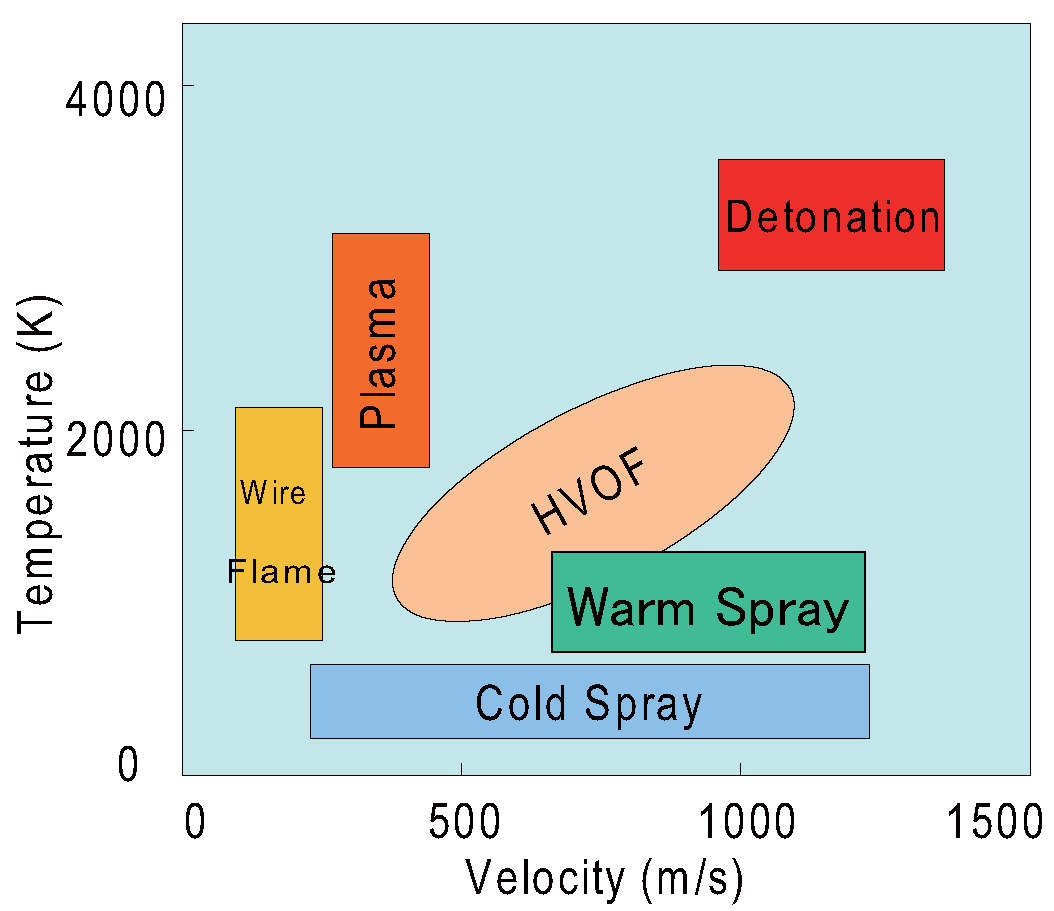
مقایسه سرعت و دمای روش‌های مختلف پاشش حرارتی

روکش‌های ترکش افشانیده شده، توسط تفنگ انفجاری (به زبان انگلیسی: detonation gun) یا دی-گان (به انگلیسی: D-gun) به سطح قطعه اعمال می‌شوند. این ابزار شامل لوله فلزی ای دراز و آب خنک کاری شده می‌باشد که دارای شیرهایی برای ورود گازها و پودرها به داخل محفظه است. مقدار از پیش تعیین شده‌ای از ماده پوشش دهنده محافظتی دلخواه یا همان ماده اولیه (به شکل پودر با اندازه ذرات ۵–۶۰ میکرومتر) وارد محفظه می‌شود (عمدتاً با سرعت ۱۶–۴۰ گرم بر دقیقه). در این محفظه اکسیژن و سوخت (به‌طور معمول استیلن) با کمک جرقه یک شمع مشتعل می‌شوند تا یک موج ضربه ای فراصوت ایجاد کنند. این موج ضربه ای باعث حرکت مخلوط مذاب و/یا نمیه مذاب و/یا جامد ماده اولیه (حالت مخلوط بستگی به نوع ماده مصرفی دارد) به خارج از لوله و به روی قطعه مقصد می‌شود.
سپس لوله با کمک جریان سریع و کوتاهی از نیتروژن پاکسازی می‌شود تا برای پرتاب بعدی آماده شود. این مرحله دارای اهمیت بسیاری است زیرا حرارت ناشی از گازهای باقی مانده می‌تواند باعث احتراق مخلوط سوخت جدید شود که یک واکنش کنترل نشده و در نتیجه نامطلوب است. به علاوه، مقدار اندکی از گاز بی اثر نیتروژن بین دو مخلوط سوخت و ماده اولیه پیش از شلیک، به جلوگیری از پس زدن تفنگ کمک می‌کند. دی-گان‌ها معمولاً در سرعت شلیک ۱–۱۰ هرتز کار می‌کنند.
ترکیبات متنوع بسیاری از پودرهای پوشش دهی و تنظیمات دی-گان در طی فرایند ترکش افشانی به کار می‌روند که تمام این موارد می‌توانند بر خصوصیات سطحی روکش اسپری شده (پاشیده شده) تأثیر بگذارند. رایج‌ترین پودر مواد استفاده شده در این فرایند شامل این موارد می‌باشند: آلومینا-تیتانیا، آلومینا، مخلوط کاربید تنگستن-تنگستن-کاربید کروم به همراه پیونده آلیاژ نیکل-کروم، کاربید کروم، کاربید تنگستن به همراه پیونده کبالت.
متالورژیست‌ها هنگام تعیین کیفیت یک روکش ایجاد شده توسط پاشش حرارتی به اندازه‌گیری‌هایی همچون میزان اکسیژن سطح، سختی ماکرو و میکرو، میزان تخلخل، مقاومت همبستگی و زبری سطح، توجه می‌کنند.

## روکش‌های ترکش افشانی
ترکش افشانی روکش‌هایی با مقاومت همبستگی شیمیایی و سختی بالا ایجاد می‌کند. روکش‌های ایجاد شده دارای تخلخل و میزان اکسیژن کم و زبری سطح متوسط تا کم می‌باشند. این اتفاق به دلیل دما و سرعت زیاد ایجاد شده توسط تفنگ انفجاری است. این خصوصیات، ترکش افشانی را معیار سنجش روکش‌های ایجاد شده توسط انواع روش‌های دیگر پاشش حرارتی (قوس سیم، پلاسما، شعله، HVAF ,HVOF، گرم، سرد) می‌کند.
فاکتورهای زیادی بر روی خصوصیات روکش‌های ایجاد شده توسط ترکش افشانی تأثیر می‌گذارند. عمدتاً این خصوصیات سطحی با توجه به نوع و خصوصیات مواد اولیه پودری استفاده شده تعیین می‌شوند اما به تنظیمات تفنگ انفجاری یا دی-گان نیز وابسته اند.
ترکش افشانی قابلیت این را دارد که پوشش‌های محافظتی بر روی مواد حساس و ظریف ایجاد کند. دلیل این اتفاق، ذات فرایند است که بسیار سریع بوده و منبع حرارت را از جسم هدف دور نگه می‌دارد. این خصوصیت، امکان استفاده در کاربردهای متنوع و فراوانی را ایجاد می‌کند.

### انواع مواد کاربردی
مواد مختلفی قابلیت اسپری شدن توسط دی-گان را دارند. از موارد استفاده شده به عنوان مواد اولیه می‌توان پودر فلزات، آلیاژها و سرمت‌ها و اکسیدهایشان را نام برد. خصوصیاتی همچون مقاومت، سختی، خوردگی و سایش در انتخاب ماده روکش مورد نظر بسیار تأثیر گذار و مهم هستند.
از جمله مواد مورد استفاده می‌توان موارد زیر را نام برد:
- Al2O3
- Cu–Al
- Cu–SiC
- Al–Al2O3
- Cu–Al2O3
- Al–SiC
- Al–Ti
- TiMo(CN)–36NiCo
- Fe–A

## کاربردها

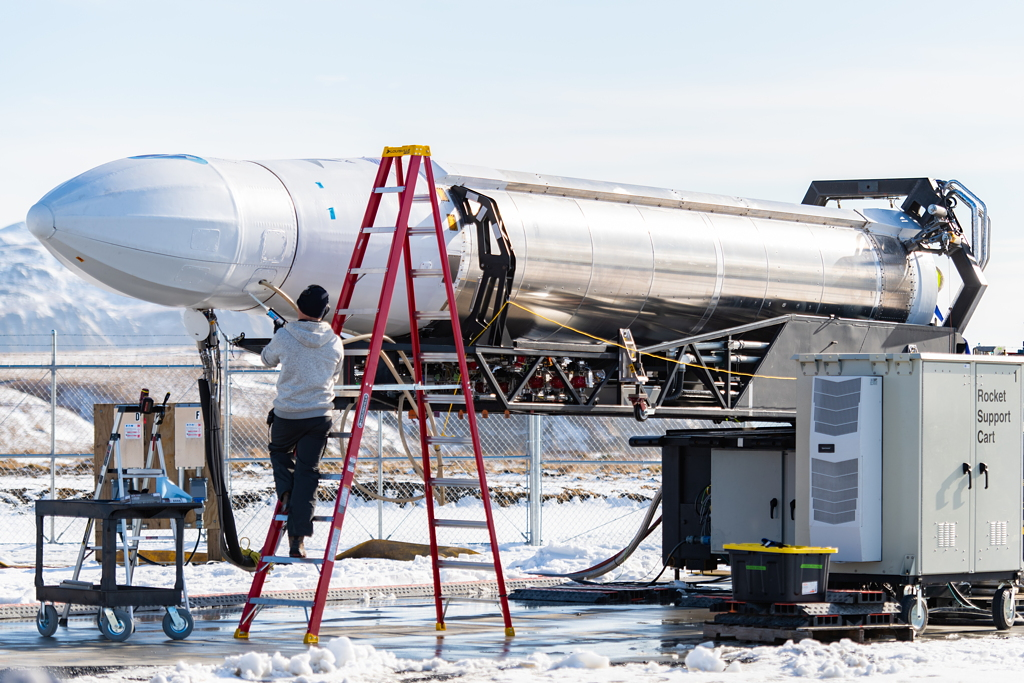
ترکش افشانی، کاربردهای فراوانی من جمله در صنایع هوا و فضا دارد.

از مهم‌ترین وظایف پوشش‌های ترکش افشانیده شده محافظت از وسیله در برابر خوردگی است (به دلیل میزان اکسیژن کم). این به این معنی است که ترکش افشانی روکش‌های سخت و با دوامی را ایجاد می‌کند که برا موارد زیر مناسب هستند:
- بخش‌های مختلفی از ماشین‌آلات: شفتها، آب‌بندها، بوشینگ‌ها، یاتاقانها

### هوانوردی
- پره‌های روتور و استاتور
- قطعات موتور
- ریل‌های هادی

### صنعت نفت و گاز
- حلقه‌های بوشینگ و آب‌بند
- شیرهای دروازه ای
- شیرهای قطع کننده
- سطح کاری ابزارآلات سوراخ کاری

- صنعت هوافضا و موشک‌های فضایی
- صنعت الکترونیک و رادیو
- مهندسی ابزارآلات
  - دریل‌های گردبر
- صنعت کشتی سازی